# 谢尔顿·琼斯
谢尔顿·琼斯（英語：Shelton Jones，1966年4月6日—），美国NBA联盟前职业篮球运动员。他在1988年的NBA选秀中第2轮第27顺位被圣安东尼奥马刺选中。
后来成立了谢尔顿·琼斯基金会，旨在指导、帮助学生运动员取得成功。